# 春日井市立味美中学校
春日井市立味美中学校（かすがいしりつ あじよしちゅうがっこう）は、愛知県春日井市西本町二丁目にある公立中学校。春日井市の南西部に位置する。

## 沿革
- 1981年（昭和56年） - 知多中学校より分離独立、開校。

## 校訓
- 創造・信愛・気力

## 部活動
- サッカー部（男女）
- 陸上部（男女）
- ソフトテニス部（男女）
- バレー部（女子）
- 卓球部（男子）
- 吹奏楽部（男女）
- 美術部（男女）
- 文芸部（男女）
- 水泳部（個人参加）
- 体操部（個人参加）
- 新体操部（個人参加）
- 相撲部 (個人参加)

## 通学区域
通学区域の記述は『家造.net』による。
- 春日井市立味美小学校
  - 西本町
  - 味美西本町
  - 上ノ町
  - 味美上ノ町

- 春日井市立白山小学校
  - 中新町
  - 二子町
  - 中野町
  - 味美白山町

## 周辺
- 春日井市立白山小学校
- 愛知県道59号名古屋中環状線
- 愛知県道102号名古屋犬山線（木曽街道）
- 国道302号（名古屋環状2号線）
- 名古屋第二環状自動車道
- 名鉄小牧線 味美駅
- JR東海交通事業城北線 味美駅

なお学校西側の側の道路を挟んで名古屋市営如意荘が広がるが、名古屋市であるため学区外である。

## 交通アクセス
距離・時間はGoogle マップの記述による。
- JR東海交通事業城北線 味美駅より徒歩で約12分（約950m）。
- 名鉄小牧線 味美駅より徒歩で約11分（約900m）。
- 名古屋市営バス（名古屋市交通局）幹栄1・小田11「如意住宅」バス停より徒歩で約3分（約250m）。